# Джемини-10
Джемини-10 (Gemini 10, официально Gemini X) — американский пилотируемый космический корабль. Восьмой пилотируемый полёт по программе «Джемини».

## Задачи полёта
Основной целью полёта являлось сближение и стыковка с мишенью «Аджена» (Agena target vehicle, ATV). 
Второстепенные задачи включали сближение с другой мишенью, «Аджена-8», 14 различных экспериментов и отработку послестыковочных манёвров. Также был запланирован выход в открытый космос.

## Экипажи
В скобках приводится общее число космических полётов, совершённых этим астронавтом.

### Основной экипаж
- Джон Янг (John Young) — командир (2)
- Майкл Коллинз (Michael Collins) — пилот (1)

### Дублирующий экипаж
- Алан Бин (Alan Bean) — командир.
- Клифтон Уильямс (Clifton Williams) — пилот.

## Полёт
Запуск — 18 июля 1966 года, в 5:20.
Продолжительность полёта: 2 дня 22 часа 46 мин. Максимальная высота орбиты — 764 км. Корабль совершил 43 витка вокруг Земли.
Произведена стыковка с мишенью «Аджена-X» (Agena target vehicle, ATV). 
С помощью двигателей «Аджены», управляемых с «Джемини», осуществлён переход на более высокую орбиту с апогеем 764 км, для отработки орбитального маневрирования, фотографирования Земли и оценки радиационной опасности в будущих лунных экспедициях; данная высота достигнута впервые в международной космонавтике. 
После этого двигателями «Аджены» орбита была снова понижена до круговой с высотой 394 км для сближения с заброшенной, оставшейся после прерванного полета Gemini VIII, другой мишенью «Аджена», таким образом выполнив первое двойное рандеву программы. 
Совершён выход в открытый космос, проведены научные эксперименты. 
Далее, после сближения с «Адженой-VIII» на расстояние 3 м (поскольку на борту второй «Аджены» не было электричества, сближение было совершено чисто визуально, без радара), Коллинз совершил второй выход в открытый космос (впервые в мире), подлетел к «Аджене-VIII», закрепился и забрал экспериментальный аппарат, закреплённый на корпусе мишени. Длительность выхода — 1 час 29 минут. В течение этого времени Янг поддерживал неизменным положение «Джемини-Х» по отношению к «Аджене». 
Часть второстепенных заданий по стыковке «Адженой» была отменена из-за недостатка топлива.
Посадка — 22 июля 1966 года. Корабль приводнился в 6,2 км от расчётной точки.

## Параметры полёта
- Масса корабля: 3763  кг
- Апогей: 763  км
- Наклонение: 28,85°
- Кол-во витков: 43